# Johanne Philippine Nathusius

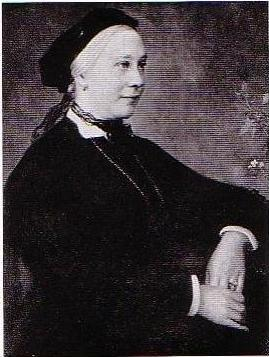
Johanne Nathusius, Gemälde von Susanne von Nathusius (1850–1929), gemalt 1905 anlässlich der Einweihung des Johannenhofs der Neinstedter Anstalten

Johanne Philippine Nathusius (* 18. November 1828 in Althaldensleben; † 28. Mai 1885 ebenda) war die Gründerin des Elisabethstiftes der späteren Neinstedter Anstalten.
Johannes Vater war Johann Gottlob Nathusius (1760–1835), ein bedeutender Industrieller und Großgrundbesitzer in Magdeburg und Umgebung, dessen Vorfahren in der Ober- und Niederlausitz gelebt hatten. Ihre Mutter war Luise Nathusius, geb. Engelhard (1787–1875), Tochter der Dichterin Philippine Gatterer. Sie war das achte und jüngste Kind der in Althaldensleben und Hundisburg lebenden Familie. Mit zwölf Jahren bekam sie Scharlach und Flecktyphus; an Folgeschäden litt sie zeitlebens. Bis 1860 wohnte sie vorwiegend in Althaldensleben, ab dann in Neinstedt. Als im Mai 1876 die Ehefrau ihres Bruders Heinrich von Nathusius starb, zog sie wieder nach Althaldensleben, um sich um seine jüngsten Kinder zu kümmern. Sie selbst blieb unverheiratet und starb 1885 im Alter von 56 Jahren. Sie wurde auf dem Nathusius’schen Familienfriedhof in Althaldensleben beigesetzt, die Trauerrede hielt ihr Neffe Martin von Nathusius, ein Theologieprofessor aus Greifswald.

## Wohlfahrtsarbeit

### Althaldensleben
Bereits mit 14 Jahren – noch in Althaldensleben – begann Johanne Nathusius sich um Bedürftige zu kümmern. Mädchen wurden in einer Näh- und Strickschule betreut. Sie engagierte sich in dem von ihrem Bruder Philipp von Nathusius gegründeten Rettungshaus für Mädchen, einem Zufluchtsort für Verwahrloste und Waisen. Immer mehr jedoch begann sie sich für das Schicksal geistig Behinderter zu interessieren. Ihr Bruder Philipp wies sie auf die Anstalt für Blöde in Neuendettelsau hin, ein von Pfarrer Wilhelm Löhe (1808–1872), Vorreiter der Diakonie-Bewegung in Deutschland, gegründetes Heim in Bayern. Auch die Schriften des Pastors Julius Disselhoff (1827–1896), der 1852 einige Zeit zur Unterstützung im Neinstedter Brüderhaus des Philipp von Nathusius verbrachte, beeinflussten ihre zukünftige Entwicklung.
Sie veranlasste 1858 eine Erfassung von geistesschwachen Kindern im Alter von 6 bis 12 Jahren (Zählung der Cretinen und Blödsinnigen) in der Provinz Sachsen, deren Ergebnis zwei ihrer Brüder – beide Abgeordnete – dem preußischen Provinziallandtag vorlegten, verbunden mit der Anfrage, wie deren Schicksal zukünftig zu lindern sei. Als eine der Ersten in Preußen machte Johanne Nathusius also öffentlich auf die soziale Vernachlässigung geistig Behinderter aufmerksam. Für solcherart Behinderte gab es in jener Zeit kaum Aufnahme in einem Heim. Sie lebten fast immer in ihren Familien, die den Behinderten gegenüber oft völlig hilflos waren. Im Jahresbericht des Elisabethstiftes von 1867 heißt es zum Beispiel: „[…] S.N. ist ein sehr tiefstehender Knabe, wie es den meisten Blödsinnigen außerhalb den Anstalten geht, schon sehr verkommen. Bei seiner Aufnahme zertrümmerte und verdarb er alles, wie ein wildes Thier; er schrie und tobte, wollte die anderen Kinder zerren und schlagen und verunreinigte sich Tag und Nacht auf das ekelhafteste. In Jahresfrist hatte er sich doch ziemlich an Ruhe, Ordnung und Reinlichkeit gewöhnt […].“ Johannes Hoffnung, der Staat würde die Kinder in seine Fürsorge übernehmen und geeignete Pflege- und Erziehungseinrichtungen schaffen, erfüllte sich jedoch nicht. Der Landtag erklärte sich vielmehr für nicht zuständig. Da beschloss sie mit den Worten „Versagt der Landtag, dann wird es unsere Aufgabe“, selber die Fürsorge für geistig Behinderte im damaligen Sachsen zu beginnen.

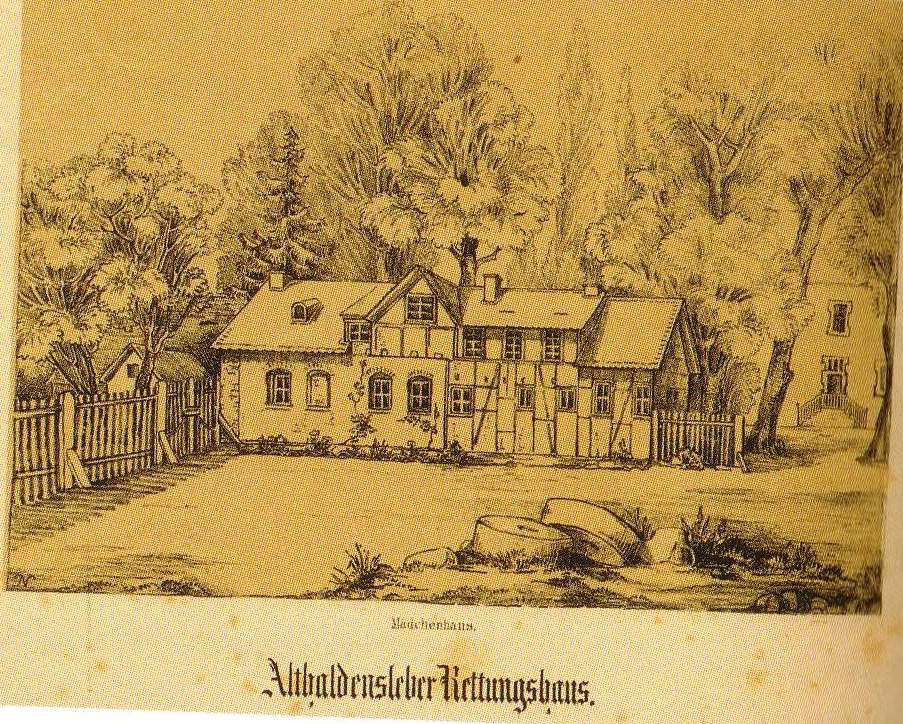
Althaldensleber Rettungshaus um 1860, Lithographie nach einer Zeichnung von Johanne Philippine Nathusius

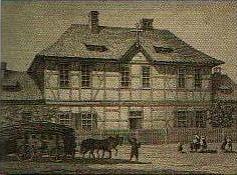
Elisabethstift, Detail aus dem Stahlstich Neinstedt am Harz von Ernst Bollmann, 1863

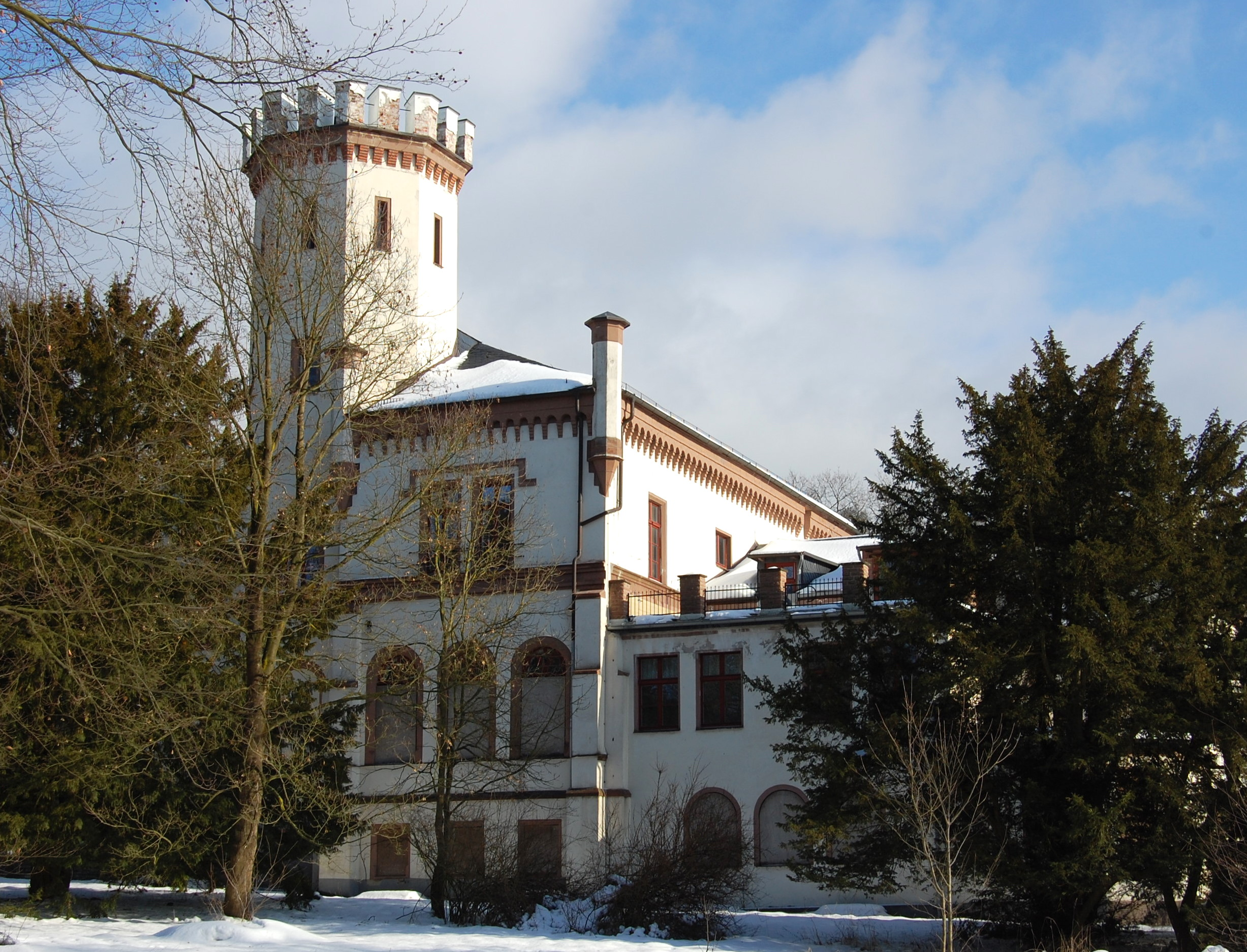
Schloss Detzel im Jahr 2010

### Neinstedt
Bereits am 15. Oktober 1850 hatte ihr Bruder Philipp von Nathusius auf einem von ihm erworbenen Resthof in Neinstedt ein Knabenrettungs- sowie ein Brüderhaus gegründet, den Lindenhof, der sogenannte Fürsorgezöglinge aufnahm. Johanne entschied sich, ihre Behindertenfürsorge ebenfalls in Neinstedt aufzubauen. Nach mehreren Versuchen erwarb sie in Neinstedt aus eigenen Mitteln ein Bauernhaus mit größerem Grundstück, welches ihren Vorstellungen entsprach. Nach Umbau und Einrichtung wurde am 3. Januar 1861 das neue Heim für geistig behinderte Jungen eröffnet. Die Gründerin wollte die Einrichtung nicht Blödsinnigenanstalt nennen. Da der von ihr sehr verehrte König Friedrich Wilhelm IV. (1795–1861) gerade gestorben war, bat sie seine Witwe Elisabeth (1801–1873), die sich sehr für wohltätige Zwecke engagierte, das Heim nach ihr benennen zu dürfen. Diese gab nach einem Jahr ihre Zustimmung und wurde so zur Namenspatronin und Protektorin des Elisabethstiftes. Im ersten Jahr lebten hier 15 Kinder. Dieses erste, noch recht kleine Gebäude wurde der Ausgangspunkt für die Behindertenarbeit der Neinstedter Anstalten, die, als privates karitatives Werk gegründet, heute eine der größten Behinderteneinrichtungen der evangelischen Diakonie in Deutschland ist. Das ursprüngliche Gebäude des Elisabethstiftes wurde in den kommenden Jahrzehnten vielfach umgebaut und erweitert, so dass von dem Gründungszustand (siehe Foto nebenstehend) und seinem Fachwerk-Kern heute nicht mehr viel zu erkennen ist.
Während Johannes Bruder August von Nathusius (1818–1884), ein Gutsbesitzer in Meyendorf und Philipp von Nathusius, der bereits Vorsteher des Lindenhofes war, die offiziellen Ämter als Vorstände des Elisabethstiftes wahrnahmen, prägte Johanne durch ihre Persönlichkeit das Leben im Stift. Auch organisierte sie die Abläufe und führte die Kassenbücher. Nach dem Tode ihres Bruders Philipp wurde sie 1873 selbst zum Vorstandsmitglied ernannt. Bis zu ihrem Tod 1885, auch noch von Althaldensleben aus, leitete sie faktisch die Stiftung.

### Erweiterungen desElisabethstiftes
1863 konnte Johanne Nathusius eine Freundin der Königinwitwe, Adolphine von Bonin, überzeugen, ihr das von deren Vater Herrmann von Bonin 1844 erbaute Schloss Detzel (bei Haldensleben) zunächst zu überlassen, später zu schenken. In diesem Gebäude wurde 1864 eine weitere Anstalt eingerichtet, das Pflegeheim Schloss Detzel (für geistig behinderte Mädchen), und diese dem Elisabethstift angeschlossen. 1865 wurde das Asyl Gottessorge gegründet und ebenfalls mit dem Elisabethstift verbunden. Im Jahr 1877 wurde von Johanne eine ehemalige Zuckerfabrik erworben und zu einem Heim für Notleidende umgebaut, die Blödsinnigenanstalt Kreuzhilfe bei Thale. 1884 wurde schließlich noch eine Anstalt für männliche Epileptiker, das Heim Gnadenthal (ebenso in Thale), eröffnet. 1883 war in der Kreuzhilfe Thale außerdem eine Kapelle eingeweiht worden, zu deren Innenausmalung Johanne noch beigetragen hatte. Beim Tode von Johanne Nathusius 1885 beherbergten die von ihr gegründeten Häuser über 400 Pfleglinge. 1906, bereits gut 20 Jahre nach dem Tod der Gründerin, wurde in Neinstedt die Neubauanlage Johannenhof eingeweiht, die verschiedene Bereiche für Geistesschwache und Epileptiker beherbergt. Bis zum Tode Johannes blieben die von ihr gegründeten Anstalten ihr Eigentum. Danach gingen sie in die Hände der Elisabethstiftung über.

### Idee und Vermächtnis
Wesentlicher Wesenszug des Einsatzes von Johanne Nathusius war der heute noch verfolgte Förderansatz in der Behindertenhilfe – im Gegensatz zu der damals weitgehend noch üblichen „Bewahrstruktur“. Sie wollte sich nicht damit zufriedengeben, dass die geistig behinderten Menschen, die bei ihr Aufnahme fanden, lediglich versorgt wurden. Die Pfleglinge sollten auch immer angenommen werden als Menschen, denen ein ihnen entsprechendes Leben ermöglicht wird. Stets galt es, eine individuell sinnvolle Beschäftigung entsprechend der Behinderung des Betreffenden zu finden. Dieses Bemühen Johannes gilt als wegweisend in der behindertengerechten, fördernden Pädagogik, die sich später in spezialisierten Werkstätten und einer Hilfsschule für geistig Behinderte weiter ausdifferenzierte. Geprägt vom religiösen Engagement des Bruders Philipp und dessen Frau, Marie Nathusius (1817–1857), nahm sie diejenigen, die krank und behindert am äußersten Rande der Gesellschaft standen, als von Gott geliebte Geschöpfe wahr, die sie versorgte und denen sie Lebenssinn durch Gemeinschaft, elementare Bildung und Beschäftigung zu vermitteln versuchte.

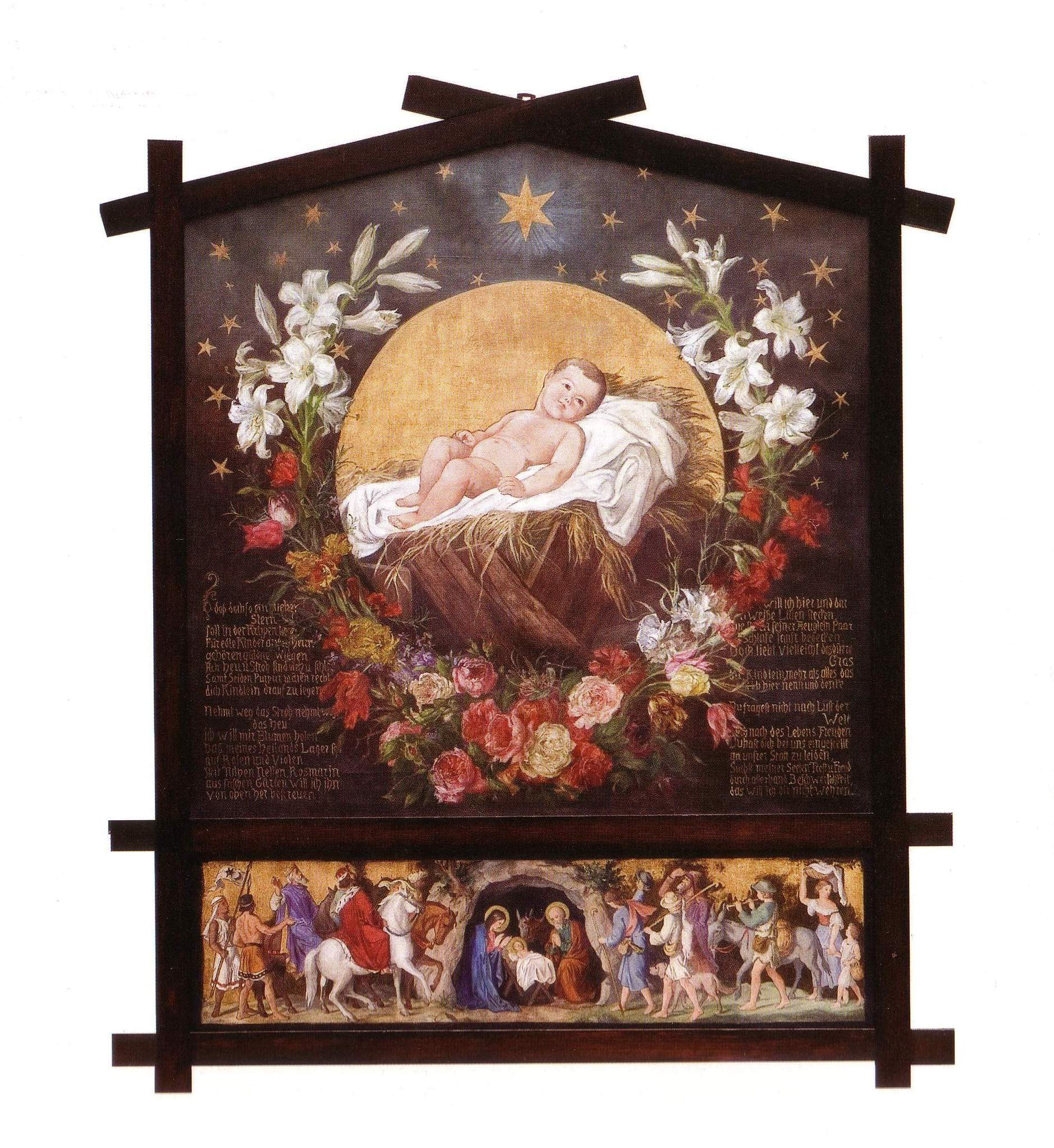
Jesus in der Krippe, Gemälde von Johanne Philippine Nathusius

## Künstlerisches Wirken
Johanne Nathusius hatte malerisches Talent. Verschiedene Reisen ab 1846 innerhalb Deutschlands, in die Schweiz und nach Italien dienten der künstlerischen Weiterbildung. Im Laufe mehrerer Jahre schuf sie 28 in Öl gemalte Tafeln – nach Symbolik und Etymologie zusammengehörige Blumen und Pflanzen darstellend. Zur Erläuterung verfasste sie ein Buch, in dem diese Tafeln 1868 beim Leipziger Verlag Arnold veröffentlicht wurden. Sie gestaltete auch Lernunterlagen für die Heimbewohner sowie großformatige Bilder für die Kapelle der Kreuzhilfe in Thale und im Esssaal des Elisabethstiftes in Neinstedt. 1859 war sie auch an der Ausmalung (Öl auf Holztafel) der von ihrem Vater errichteten Simultankirche in Althaldensleben beteiligt.

## Namensgeberin für Schulen
- Johanne-Nathusius-Schule, Lüneburger Heerstraße 22, 39340 Haldensleben
- Förderschule Johanne Nathusius, Hauptstraße 36a, 01561 Großenhain OT Skäßchen
- Johannenschule, benannt nach Johanne Nathusius, eine Förderschule in den Neinstedter Anstalten

## Weitere Ehrungen
- Verdienstkreuz für Frauen und Jungfrauen[10]
- Johannenhof, nach Johanne Nathusius benannter, 1905 eröffneter Teilbereich der Neinstedter Anstalten
- Neinstedt (betr. Marie und Johanne Nathusius) ist 30. FrauenOrt (SAFIR/Ministerium für Gesundheit und Soziales und das Kultusministerium von Sachsen-Anhalt), 2000
- Wanderausstellung SchattenRisse (betr. Marie und Johanne Nathusius). Frauenleben zwischen Altmark und Unstruttal (Institut für Geschichte der Otto-von-Guericke-Universität Magdeburg/Kultusministerium des Landes Sachsen-Anhalt), 2005

## Werke
- Die Blumenwelt nach ihrer Namen Sinn und Deutung, in Bildern geordnet, mit 28 lithographischen Abbildungen. Arnoldische Buchhandlung, Leipzig 1868.
- Ursula Schmiedgen: 'Garten der heiligen Schrift.' im Magdeburger Biographischen Lexikon In: Magdeburger Biographisches Lexikon.